# Comalofar
Comalofar és un paratge del terme municipal de Tremp, del Pallars Jussà, dins de l'antic terme ribagorçà d'Espluga de Serra.
Està situada al nord-est del poble d'Espluga de Serra, en els vessant nord-occidentals de la Serra de l'Estall, a llevant de la Fontfreda i al sud-oest de lo Caragol.